# Брусиловский, Исаак Казимирович
Исаак Казимирович (Киселевич) Брусиловский (20 сентября 1865, Вознесенск Херсонской губернии — 6 ноября 1933, Ленинград) — русский публицист, переводчик с французского и немецкого языков.
В 1887 году начал обучение в Новороссийском университете, но уже в следующем году был отчислен за участие в студенческих беспорядках; продолжал образование в Париже. В 1905 году за участие в революционной деятельности был арестован в Одессе, выслан.
Публиковался в русской прессе, главным образом на научные и философские темы: «О диалектическом методе» («Русское богатство», 1894); «Трудовая теория ценности и норма прибыли» («Русское богатство», 1895); «Современные теории строения живого вещества» («Русское богатство»); «К вопросу о личности и общественности» (в сборнике «"Вехи" как знамение времени», М., 1910), печатался также в европейском сборнике «Серп», газетах «Одесские новости», «Киевские отклики», «Сыне отечества», «Товарище», «Современном слове». Использовал псевдонимы Бр—ский, И.; Б—ский, И.; И. Б.; И. К.; К—ич, И.; Чужой.
Среди переводов — «Происхождение идеи времени» и «Мораль Эпикура и её связь с современными учениями» М. Гюйо (с. Н. Южиным, СПб: Знание, 1899); «Этика юдаизма» Морица Лацаруса (совместно с  Г. Л. Полинковским, Одесса: Одесское отделение Общества распространения просвещения между евреями в России, 1903); «Наука и гипотеза» Анри Пуанкаре (Одесса: Mathesis, 1910); «Метод в науках: Тома, Пикар, Таннери, Панлевэ, Буасс, Жоб, Жиар, Ле-Дантек, Дельбэ, Рибо, Дюркгейм, Леви-Брюль, Моно» (совместно с П. С. Юшкевичем, СПб.: Образование, 1911); «Тресты и синдикаты»  И. Шастена (СПб.: Брокгауз-Ефрон, 1911).
В 1919—1925 годах работал в редакции газеты «Торгово-промышленный курьер», в Российском телеграфном агентстве (РОСТА) и издательстве «Всемирная литература».
Похоронен на Литераторских мостках вместе с женой — Дорой Исааковной Брусиловской (1869—1942).